# Sergej Buturlin
Sergej Aleksandrovič Buturlin (in russo: Серге́й Александрович Бутурлин; Montreux, 22 settembre 1872 – Mosca, 22 gennaio 1938) è stato un ornitologo russo.

## Biografia
Discendente di una delle più antiche famiglie della nobiltà russa, Buturlin trascorse gran parte della sua vita in Russia. Suo padre era A.S. Buturlin (1845-1916) un medico, scrittore e amico marxista di Lev Tolstoj. Andò a scuola a Simbirsk (la moderna Ul'janovsk) e studiò giurisprudenza a San Pietroburgo intorno al 1894-95. Lavorò in seguito in ambito legale, ma il suo interesse per la zoologia era così forte che trascorse la maggior parte della sua carriera raccogliendo vari esemplari in Russia e la Siberia descrivendo i risultati delle sue osservazioni. Fino al 1892 raccolse esemplari nella regione del Volga, poi nella regione baltica; dal 1900 al 1902 sulle isole di Kolguev e Novaja Zemlja. Tra il 1904 e il 1906 prese parte a una spedizione sul fiume Kolyma in Siberia, e nel 1909 visitò i monti Altaj, e fece la sua ultima spedizione nel 1925 nella penisola dei Ciukci.
Pubblicò numerosi lavori sulla tassonomia e distribuzione degli uccelli paleartici, tra cui:
- Gli uccelli dell'isola Kolguev e Novaja Zemlja e la parte inferiore del Darna (1901)
- Gli uccelli del governo di Simbirsk (1906)
- Gli uccelli del distretto di Enissejsk (1911, con Arkadij Jakovlevič Tugarinov (1880-1948))
- Una serie di manoscritti sugli uccelli dell'Estremo Oriente (1909-1917)
- Sinossi completa degli uccelli dell'URSS, in tre volumi
- Un articolo sulla sua scoperta dei luoghi di riproduzione del gabbiano di Ross ( Rhodostethia rosea) nel nord-est della Siberia

Nel 1906 Buturlin divenne membro straniero della British Ornithologists' Union; nel 1907 divenne membro corrispondente dell'American Ornithologists' Union. Nel 1918 entrò a far parte del museo zoologico dell'Università di Mosca e nel 1924 donò la sua collezione di uccelli paleartici. Fu un pioniere in Russia nello studio della diversità delle specie e descrisse più di 200 nuove specie di uccelli.

## Opere
- Кулики Российской Империи. Дружинина, Tula, 1902.
- Sulle abitudini riproduttive del gabbiano roseo e del piovanello pettorale, Londra, 1907.
- Систематические заметки о птицах Северного Кавказа. Machačkala, 1929.
- Определитель промысловых птиц. Советская Азия, Mosca, 1933.
- Полный определитель птиц СССР. КИОЦ, Mosca, 1934-1941.
- Что и как наблюдать в жизни птиц, 1934.
- Трубконозые птицы. КИОЦ, Mosca, 1936.
- Дробовое ружье, 1937.
- Птицы, Mosca, 1940.